# Maria Ridderstedt
Ingrid Maria Ridderstedt, född 19 juli 1977 i Björklinge församling i Uppsala län, är en svensk journalist och programledare, från 2007 reporter på Ekot. Hon har också varit programledare Studio Ett i P1.
Hon har bland annat granskat den svenska taximarknaden tillsammans med kollegan Karin Wettre. P1-dokumentären ”Taxikungen – om vinnare och förlorare på en avreglerad marknad” vann 2016 två silver i kategorierna ”Best Investigative Report” och ”Current Affairs”  på New York Festivals, ett internationellt pris som uppmärksammar världens bästa radio. Granskningen av taximarknaden var samma år nominerad till Föreningen Grävande Journalisters pris Guldspade. Maria Ridderstedt har även nominerats till Röda korsets journalistpris (tillsammans med Milan Djelević) för reportaget "Svenska bensinmackar diskriminerar romer".
Under flera år arbetade hon även som fackordförande på Ekoredaktionen. Hon är dotter till Lars Ridderstedt. 